# سباق باريس روبيه 1914
طواف باريس 1914 هو سباق دراجات هوائية أقيم بتاريخ 12 أبريل، تكون السباق من مرحلة واحدة، وامتدّ لمسافة 274 كم، وبسرعة 30.303 كم/س، استغرق السباق 9 ساعات و02 دقيقة.